# Pier Angeli
Pier Angeli (italià: Anna Maria Pierangeli)  (Càller, 19 de juny de 1932 - Beverly Hills, 10 de setembre de 1971) també acreditada amb el seu nom de naixement, Anna Maria Pierangeli, va ser una actriu de cinema i televisió italiana. El seu debut a la pel·lícula nord-americana va ser al paper protagonista de la pel·lícula Teresa (1951), per la qual va guanyar un Globus d'Or a la jove estrella de l'any: actriu.

## Joventut i carrera
Anna Maria Pierangeli va néixer a Càller, Sardenya, Itàlia. La seva germana bessona és l'actriu Marisa Pavan. Angeli va debutar al cinema amb Vittorio De Sica a Domani è troppo tardi (1950) després de ser vista pel director Léonide Moguy i De Sica. MGM la va llançar a Teresa (1951), la seva primera pel·lícula nord-americana, on també es van estrenar Rod Steiger i John Ericson. Les ressenyes d'aquesta actuació la van comparar amb Greta Garbo i va guanyar el Globus d'Or de la nova estrella de l'any. Sota contracte amb MGM durant la dècada de 1950, va aparèixer en una sèrie de pel·lícules, incloent The Light Touch amb Stewart Granger. Els plans per a una pel·lícula de Romeo i Julieta amb ella i Marlon Brando van caure quan es va anunciar una producció britànica-italiana.
Mentre filmava The Story of Three Loves (1953), Angeli va començar una relació amb l'actor Kirk Douglas. A continuació, va aparèixer a Sombrero, en la qual va substituir una indisposada Ava Gardner, després Flame and the Flesh (1954). Després de descobrir Leslie Caron, un altre local europeu, MGM va prestar Angeli a altres estudis. Va anar a Warner Bros per a The Silver Chalice (1954), que va marcar el debut de Paul Newman, i Oh No, Mam'zelle (Mam'zelle Nitouche, també de 1954). Per a Paramount, ella estava en disputa pel paper de la filla d'Anna Magnani a The Rose Tattoo (1955), però el paper va ser per Marisa Pavan, la seva germana bessona. MGM la va prestar a Columbia per Port Afrique (1956). Va tornar a MGM per Somebody Up There Likes Me (1956), ja que la soferta esposa de Paul Newman (l'ex amant d'Angeli, James Dean, havia de fer el paper protagonista, que va anar a Newman després de la mort de Dean). Després va aparèixer a The Vintage (1957) i va acabar el seu contracte de MGM a Merry Andrew (1958).
Durant la dècada de 1960 i fins al 1970, Angeli va viure i treballar a Gran Bretanya i Europa, i sovint va ser acreditada a la pantalla amb el seu nom de naixement, Anna Maria Pierangeli. La seva actuació a The Angry Silence (1960) va ser nominada a la millor actriu estrangera BAFTA, i es va tornar a reunir amb Stewart Granger per Sodoma i Gomorra (1963), en la qual va interpretar a l'esposa de Lot. Va tenir un breu paper en l'èpica de guerra Battle of the Bulge (1965). Angeli va treballar a Israel i va rebre el millor paper de Every Bastard a King (1968) sobre esdeveniments durant la guerra de sis dies àrab-israeliana de l'any anterior.

## Vida personal i mort

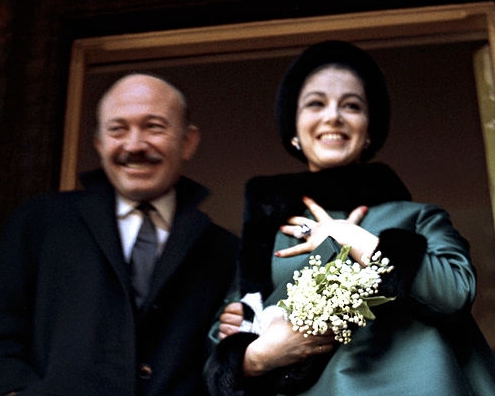
Armando Trovajoli i Pier Angeli el dia de les seves noces el 1962

Segons l'autobiografia de Kirk Douglas, ell i Angeli es van comprometre a la dècada de 1950 després de reunir-se al plató de la pel·lícula The Story of Three Loves (1953). Angeli també va tenir una apassionada relació sentimental amb James Dean. Molt en contra de la seva voluntat, es va veure obligada a trencar-la perquè la seva mare no estava contenta amb la seva relació, ja que Dean no era catòlic.
Angeli va estar casada amb el cantant i actor Vic Damone del 1954 al 1958. Durant el seu matrimoni, van aparèixer com a convidats a l'episodi del 17 de juny de 1956 de What's My Line?. Va tenir un fill amb Vic Damone; el seu divorci va ser seguit de batalles judicials molt publicitadas per la custòdia del seu únic fill, el seu fill Perry (1955-2014).
Angeli es va casar després amb el compositor italià Armando Trovajoli el 1962. Va tenir un altre fill, Howard, el 1963. Ella i Trovajoli es van separar el 1969. El 1971, a l'edat de 39 anys, Angeli va ser trobada morta d'una sobredosi de barbitúric a casa seva a Beverly Hills. Està enterrada al Cimetière des Bulvis de Rueil-Malmaison, Hauts-de-Seine, França.
Angeli va fer la seva última pel·lícula el 1971. Titulada Octaman, va ser considerada la pitjor pel·lícula de la seva carrera. Als 39 anys, desanimada i sola, patint una malaltia nerviosa i en una situació econòmica molt difícil, Angeli va morir d'anafilaxis després que el seu metge li donés un tranquil·litzant.

## Retrats a la cultura popular
Valentina Cervi va representar Angeli a la pel·lícula televisiva del 2001, James Dean, que representava la seva relació amb Dean. El 2015 va ser interpretada per Alessandra Mastronardi al biogràfic Life of James Dean.